# Corby Town FC
Corby Town FC (celým názvem: Corby Town Football Club) je anglický fotbalový klub, který sídlí ve městě Corby v nemetropolitním hrabství Northamptonshire. Založen byl v roce 1948. Od sezóny 2018/19 hraje v Southern Football League Division One Central (8. nejvyšší soutěž). Klubové barvy jsou černá a bílá.
Své domácí zápasy odehrává na stadionu Steel Park s kapacitou 3 893 diváků.

## Získané trofeje
- Northamptonshire Senior Cup ( 6× )
  - 1950/51, 1962/63, 1975/76, 1982/83, 2009/10, 2012/13

## Úspěchy v domácích pohárech
Zdroj: 
- FA Cup
  - 3. kolo: 1965/66
- FA Trophy
  - 3. kolo: 1986/87, 2009/10

## Umístění v jednotlivých sezonách
Stručný přehled
Zdroj: 
- 1948–1950: United Counties League
- 1950–1952: United Counties League (Division One)
- 1952–1958: Midland Football League
- 1958–1959: Southern Football League (North-Western Division)
- 1959–1965: Southern Football League (Division One)
- 1965–1968: Southern Football League (Premier Division)
- 1968–1971: Southern Football League (Division One)
- 1971–1979: Southern Football League (Division One North)
- 1979–1982: Southern Football League (Midland Division)
- 1982–1990: Southern Football League (Premier Division)
- 1990–1991: Southern Football League (Midland Division)
- 1991–1995: Southern Football League (Premier Division)
- 1995–1998: Southern Football League (Midland Division)
- 1998–1999: Southern Football League (Southern Division)
- 1999–2004: Southern Football League (Eastern Division)
- 2004–2005: Southern Football League (Western Division)
- 2005–2006: Southern Football League (Eastern Division)
- 2006–2009: Southern Football League (Premier Division)
- 2009–2013: Conference North
- 2013–2015: Southern Football League (Premier Division)
- 2015–2016: National League North
- 2016–2017: Northern Premier League (Premier Division)
- 2017–2018: Northern Premier League (Division One South)
- 2018– : Southern Football League (Division One Central)

Jednotlivé ročníky
Zdroj: 
Legenda: Z - zápasy, V - výhry, R - remízy, P - porážky, VG - vstřelené góly, OG - obdržené góly, +/- - rozdíl skóre, B - body, červené podbarvení - sestup, zelené podbarvení - postup, fialové podbarvení - reorganizace, změna skupiny či soutěže
| Sezóny  | Liga                                            | Úroveň | Z  | V  | R  | P  | VG | OG | +/- | B  | Pozice |
| ------- | ----------------------------------------------- | ------ | -- | -- | -- | -- | -- | -- | --- | -- | ------ |
| 2009/10 | Conference North                                | 6      | 40 | 18 | 9  | 13 | 73 | 62 | +11 | 63 | 6.     |
| 2010/11 | Conference North                                | 6      | 40 | 13 | 10 | 17 | 58 | 80 | -22 | 49 | 13.    |
| 2011/12 | Conference North                                | 6      | 42 | 14 | 8  | 20 | 65 | 71 | -6  | 50 | 17.    |
| 2012/13 | Conference North                                | 6      | 42 | 12 | 8  | 22 | 66 | 92 | -26 | 44 | 20.    |
| 2013/14 | Southern Football League (Premier Division)     | 7      | 44 | 18 | 6  | 20 | 65 | 68 | -3  | 60 | 11.    |
| 2014/15 | Southern Football League (Premier Division)     | 7      | 44 | 29 | 7  | 8  | 86 | 47 | +39 | 94 | 1.     |
| 2015/16 | National League North                           | 6      | 42 | 7  | 11 | 24 | 47 | 93 | -46 | 32 | 22.    |
| 2016/17 | Northern Premier League (Premier Division)      | 7      | 46 | 12 | 10 | 24 | 49 | 72 | -23 | 46 | 21.    |
| 2017/18 | Northern Premier League (Division One South)    | 8      | 42 | 18 | 6  | 18 | 74 | 75 | -1  | 60 | 11.    |
| 2018/19 | Southern Football League (Division One Central) | 8      | 38 |    |    |    |    |    |     |    |        |